# Manuel Martínez (lekkoatleta)
Manuel Martínez Gutiérrez (ur. 7 grudnia 1974 w León) – hiszpański lekkoatleta, który specjalizował się w pchnięciu kulą.
W latach 1996–2008 czterokrotnie startował w igrzyskach olimpijskich. Medalista halowych mistrzostw globu oraz halowego czempionatu Starego Kontynentu. Przez prawie 20 lat należał do czołowych kulomiotów na świecie startując w mistrzostwach świata i mistrzostwach Europy. 31 razy w karierze stawał na najwyższym podium mistrzostw Hiszpanii oraz reprezentował swój kraj w szeregu międzynarodowych zawodów drużynowych oraz w meczach międzypaństwowych.

## Kariera
Międzynarodowe sukcesy zaczął odnosić już jako junior zdobywając w tej kategorii wiekowej srebro mistrzostw globu juniorów w 1992 oraz złoty medal czempionatu juniorów Starego Kontynentu w 1993. W 1992 i 1994 zdobywał srebrne krążki mistrzostw ibero-amerykańskich. Po wygraniu zawodów młodzieżowego pucharu Europy w Ostrawie (1994) odpadł w eliminacjach na mistrzostwach Europy. Zajmował czwarte lokaty podczas halowych mistrzostw Europy w 1994 oraz halowego czempionatu świata rok później. Zimą 1996 był siódmy na mistrzostwach Europy w hali, a latem nie udało mu się awansować do finału podczas swojego debiutu na igrzyskach olimpijskich. W 1997 był siódmy podczas halowych mistrzostw świata, a w 1998 był szósty w hali oraz siódmy na stadionie podczas mistrzostw Europy. W tym samym sezonie odniósł pierwszy w karierze tryumf na czempionacie ibero-amerykańskim. Tuż za podium – na czwartym miejscu – zakończył start w Maebashi podczas halowych mistrzostw świata (1999). Na początku sezonu 2000 zdobył w Gandawie pierwszy w seniorskiej karierze medal na dużej imprezie zostając halowym wicemistrzem Europy. W kolejnych miesiącach został ponownie mistrzem ibero-amerykańskim, a podczas igrzysk olimpijskich w Sydney zajął szóste miejsce. W roku 2001 zdobył brąz halowego czempionatu globu, zwyciężył w igrzyskach śródziemnomorskich i uniwersjadzie oraz był czwarty na najważniejszej imprezie sezonu, czyli mistrzostwach świata rozegranych w Kanadzie. Także w 2001 od 3 marca do 21 lipca miał imponującą serię 16 zwycięstw z rzędu. Po zdobyciu zimą 2002 halowego mistrzostwa Starego Kontynentu latem podczas mistrzostw Europy w Monachium zajął piątą lokatę. Podczas rozegranych w marcu 2003 w Birmingham halowych mistrzostw globu zdobył złoty medal. Latem – na Stade de France w Paryżu – nie powtórzył sukcesu z marca odpadając w eliminacjach mistrzostw świata. W 2004 był piąty na halowym czempionacie świata, wygrał mistrzostwa ibero-amerykańskie oraz uplasował się tuż za podium – na czwartym miejscu – rozegranego w historycznej Olimpii konkursu kulomiotów na igrzyskach olimpijskich. Podczas halowych mistrzostw Europy w 2005 zdobył brązowy medal, a latem zajął drugie miejsce w igrzysk śródziemnomorskich. Na koniec sezonu nie awansował do finału mistrzostw globu. W 2006 był szósty na halowych mistrzostwach świata w Moskwie, a latem był dziewiąty podczas czempionatu Starego Kontynentu. Bez powodzenia startował w dwóch ważnych imprezach sezonu 2007 – na halowych mistrzostwach Europy zajął odległe miejsce w kwalifikacjach, a podczas mistrzostw świata nie oddał żadnej ważnej próby w eliminacjach. W 2008 nie awansował do finału rozegranych w Walencji halowych mistrzostw świata oraz pekińskich igrzyskach olimpijskich. W sezonie 2009 był szósty podczas halowych mistrzostw Europy, a latem najpierw wygrał igrzyska śródziemnomorskie, a następnie na eliminacjach zakończył udział w mistrzostwach świata. Nie udało mu się wywalczyć awansu do finału czempionatu Starego Kontynentu w 2010 oraz halowych mistrzostw Europy w kolejnym sezonie. W kwietniu 2011 ogłosił zakończenie kariery sportowej.
Poza sportem jest artystą i aktorem, w 2011 wystąpił w filmie Capitán Trueno y el santo grial, El.
Rekordy życiowe: stadion – 21,47 m (10 lipca 2002, Salamanka); hala – 21,26 m (2 marca 2002, Wiedeń). Rezultaty kulomiota są aktualnymi rekordami Hiszpanii, Martínez ustanawiał także juniorskie rekordy swojego kraju.

## Osiągnięcia
| Rok  | Impreza                                 | Miejsce                | Lokata            | Wynik |
| ---- | --------------------------------------- | ---------------------- | ----------------- | ----- |
| 1992 | Mistrzostwa świata juniorów             | Seul                   | 2. miejsce        | 18,14 |
| 1992 | Mistrzostwa ibero-amerykańskie          | Sewilla                | 2. miejsce        | 17,49 |
| 1993 | Superliga pucharu Europy                | Rzym                   | 7. miejsce        | 18,16 |
| 1993 | Mistrzostwa Europy juniorów             | San Sebastián          | 1. miejsce        | 19,02 |
| 1993 | Mistrzostwa świata                      | Stuttgart              | 11. miejsce       | 19,03 |
| 1993 | Igrzyska śródziemnomorskie              | Langwedocja-Roussillon | 5. miejsce        | 18,59 |
| 1994 | Halowe mistrzostwa Europy               | Paryż                  | 4. miejsce        | 19,85 |
| 1994 | Mistrzostwa ibero-amerykańskie          | Mar del Plata          | 2. miejsce        | 18,70 |
| 1994 | I liga pucharu Europy                   | Walencja               | 1. miejsce        | 20,09 |
| 1994 | Młodzieżowy puchar Europy               | Ostrawa                | 1. miejsce        | 19,93 |
| 1994 | Mistrzostwa Europy                      | Helsinki               | el. – 14. miejsce | 18,53 |
| 1995 | Halowe mistrzostwa świata               | Barcelona              | 4. miejsce        | 19,97 |
| 1995 | Superliga pucharu Europy                | Villeneuve-d’Ascq      | 4. miejsce        | 18,97 |
| 1995 | Mistrzostwa świata                      | Göteborg               | el. – 21. miejsce | 18,50 |
| 1996 | Halowe mistrzostwa Europy               | Sztokholm              | 7. miejsce        | 19,50 |
| 1996 | Superliga pucharu Europy                | Madryt                 | 4. miejsce        | 18,54 |
| 1996 | Igrzyska olimpijskie                    | Atlanta                | el. – 15. miejsce | 19,12 |
| 1997 | Halowe mistrzostwa świata               | Paryż                  | 5. miejsce        | 20,37 |
| 1997 | Superliga pucharu Europy                | Monachium              | 3. miejsce        | 19,29 |
| 1997 | Mistrzostwa świata                      | Ateny                  | el. – 12. miejsce | 19,61 |
| 1997 | Uniwersjada                             | Sycylia                | 7. miejsce        | 19,05 |
| 1998 | Halowe mistrzostwa Europy               | Walencja               | 6. miejsce        | 20,09 |
| 1998 | Superliga pucharu Europy                | Petersburg             | 3. miejsce        | 19,86 |
| 1998 | Mistrzostwa ibero-amerykańskie          | Lizbona                | 1. miejsce        | 19,47 |
| 1998 | Mistrzostwa Europy                      | Budapeszt              | 7. miejsce        | 20,02 |
| 1999 | Halowe mistrzostwa świata               | Maebashi               | 4. miejsce        | 20,79 |
| 2000 | Halowe mistrzostwa Europy               | Gandawa                | 2. miejsce        | 20,38 |
| 2000 | Mistrzostwa ibero-amerykańskie          | Rio de Janeiro         | 1. miejsce        | 20,55 |
| 2000 | I liga pucharu Europy                   | Bærum                  | 3. miejsce        | 19,68 |
| 2000 | Igrzyska olimpijskie                    | Sydney                 | 6. miejsce        | 20,55 |
| 2001 | Halowe mistrzostwa świata               | Lizbona                | 3. miejsce        | 20,67 |
| 2001 | Zimowy puchar Europy w rzutach          | Nicea                  | 1. miejsce        | 20,27 |
| 2001 | Superliga pucharu Europy                | Brema                  | 1. miejsce        | 21,03 |
| 2001 | Mistrzostwa świata                      | Edmonton               | 4. miejsce        | 20,91 |
| 2001 | Uniwersjada                             | Pekin                  | 1. miejsce        | 20,97 |
| 2001 | Igrzyska Dobrej Woli                    | Brisbane               | 3. miejsce        | 20,44 |
| 2001 | Igrzyska śródziemnomorskie              | Radis                  | 1. miejsce        | 21,03 |
| 2002 | Halowe mistrzostwa Europy               | Wiedeń                 | 1. miejsce        | 21,26 |
| 2002 | Zimowy puchar Europy w rzutach          | Pula                   | 1. miejsce        | 20,92 |
| 2002 | I liga pucharu Europy                   | Sewilla                | 1. miejsce        | 20,89 |
| 2002 | Mistrzostwa Europy                      | Monachium              | 5. miejsce        | 20,45 |
| 2002 | Puchar świata                           | Madryt                 | 6. miejsce        | 19,76 |
| 2003 | Halowy puchar Europy                    | Lipsk                  | 2. miejsce        | 19,60 |
| 2003 | Halowe mistrzostwa świata               | Birmingham             | 1. miejsce        | 21,24 |
| 2003 | Superliga pucharu Europy                | Florencja              | 1. miejsce        | 21,08 |
| 2003 | Mistrzostwa świata                      | Paryż Saint Denis      | el. – 14. miejsce | 19,78 |
| 2003 | Światowy finał lekkoatletyczny IAAF     | Monako                 | 4. miejsce        | 20,32 |
| 2004 | Halowe mistrzostwa świata               | Budapeszt              | 5. miejsce        | 20,79 |
| 2004 | I liga pucharu Europy                   | Stambuł                | 3. miejsce        | 19,92 |
| 2004 | Mistrzostwa ibero-amerykańskie          | Huelva                 | 1. miejsce        | 20,59 |
| 2004 | Igrzyska olimpijskie                    | Ateny/Olimpia          | 3. miejsce        | 20,84 |
| 2004 | Światowy finał lekkoatletyczny IAAF     | Monako                 | 3. miejsce        | 20,67 |
| 2005 | Halowe mistrzostwa Europy               | Madryt                 | 3. miejsce        | 20,51 |
| 2005 | Zimowy puchar Europy w rzutach          | Mersin                 | 3. miejsce        | 20,22 |
| 2005 | Superliga pucharu Europy                | Florencja              | 2. miejsce        | 20,28 |
| 2005 | Igrzyska śródziemnomorskie              | Almería                | 2. miejsce        | 19,97 |
| 2005 | Mistrzostwa świata                      | Helsinki               | el. – 16. miejsce | 19,55 |
| 2006 | Halowy puchar Europy                    | Liévin                 | 3. miejsce        | 20,09 |
| 2006 | Halowe mistrzostwa świata               | Moskwa                 | 6. miejsce        | 20,43 |
| 2006 | Zimowy puchar Europy w rzutach          | Tel Awiw               | 5. miejsce        | 20,07 |
| 2006 | Superliga pucharu Europy                | Malaga                 | 2. miejsce        | 20,58 |
| 2006 | Mistrzostwa Europy                      | Göteborg               | 9. miejsce        | 19,68 |
| 2006 | Światowy finał lekkoatletyczny IAAF     | Stuttgart              | 8. miejsce        | 19,79 |
| 2007 | Halowe mistrzostwa Europy               | Birmingham             | el. – 14. miejsce | 18,73 |
| 2007 | Zimowy puchar Europy w rzutach          | Jałta                  | 3. miejsce        | 19,10 |
| 2007 | I liga pucharu Europy                   | Vaasa                  | 3. miejsce        | 19,43 |
| 2007 | Mistrzostwa świata                      | Osaka                  | –                 | NM    |
| 2008 | Halowe mistrzostwa świata               | Walencja               | el. – 14. miejsce | 19,75 |
| 2008 | Superliga pucharu Europy                | Annecy                 | 4. miejsce        | 20,24 |
| 2008 | Igrzyska olimpijskie                    | Pekin                  | el. – 19. miejsce | 19,81 |
| 2009 | Halowe mistrzostwa Europy               | Turyn                  | 6. miejsce        | 19,65 |
| 2009 | Zimowy puchar Europy w rzutach          | Teneryfa               | 2. miejsce        | 20,00 |
| 2009 | Superliga drużynowych mistrzostw Europy | Leiria                 | 2. miejsce        | 20,39 |
| 2009 | Igrzyska śródziemnomorskie              | Pescara                | 1. miejsce        | 20,30 |
| 2009 | Mistrzostwa świata                      | Berlin                 | el. – 19. miejsce | 19,80 |
| 2010 | Mistrzostwa Europy                      | Barcelona              | el. – 24. miejsce | 18,08 |
| 2011 | Halowe mistrzostwa Europy               | Paryż                  | el. – 19. miejsce | 18,92 |